# Nagykőmázsa-oldali-zsomboly
A Nagykőmázsa-oldali-zsomboly Magyarország fokozottan védett barlangjai közül az egyik. A Bükki Nemzeti Park területén található. A világon csak négy barlangban előforduló Gebhardt-vakfutrinka egyik élőhelye.

## Leírás
Miskolcon, a nagykőmázsai mészkőfejtő bányatelkén, a Nagykőmázsa-hegy sziklakibúvásos, enyhén lejtő, déli oldalán, a hegy csúcsától délre, körülbelül 360 méterre, egy négy–öt méter átmérőjű bemélyedésben található a 2×1 méteres bejárata. A bejárati nyílás csak közelről vehető észre. Középső triász és felső triász mikrokristályos, világosszürke mészkőben keletkezett. Langyos-meleg, felszálló karsztvíz alakította ki majdnem függőleges törések mentén. Elágazó barlang.
Egy kilenc méter mély bejárati aknából, egy lapos, 100 m² alapterületű teremből és a teremből induló nyolc méter mély aknából áll. Az alsó aknája típusos forráskürtő, amelynek felső részén három–hat centiméteres, fennőtt, romboéderes kalcitkristálycsoportok képződtek kristálypincékben. A fennőtt kalcitkristály a barlang jellegzetes képződménye. A termének délkeleti végén háromgenerációs kalcitkristályok vannak 10 centiméteres kristályréteget alkotva. Van egy szivárgó víz által fejlődő, 50×30 centiméteres cseppkőmedencéje, amelynek alján kristály vékony, tűs és gömbös borsókő épül. A járataiban megfigyelhetők mikrotetaráták, barlangi gyöngyök, hegyitej és különféle cseppkőképződmények: cseppkőzászlók, cseppkőlefolyások, függőcseppkövek, szalmacseppkövek, galléros cseppkövek és állócseppkövek.
A morfológiai kisformái közül megemlítendők a gömbfülkék, a gömbüstök, a szinlők, a mennyezeti csatornák, a kannelúrák, az ujjbegykarrok és a hullámkagylók. A zsomboly kitöltése nagyon hasonlít a Fecske-lyuk és a Miskolctapolcai-tavasbarlang üledékeihez.
A Gebhardt-vakfutrinka egyik élőhelye. Ez a rovarfaj csak a Bükk-vidéken található meg, ott is csak négy helyen. Gyakran előfordulnak benne denevérek. Tavasszal sok egyedből álló denevérkolónia szokott itt kölykezni. A néhány helyen fél méter magas guanóhalom az itt előforduló 50–100 kereknyergű patkósdenevér jelenlétére utal. A kis szelvények, járatmagasságok miatt nagyon zavarja a denevéreket az emberi jelenlét a zsombolyban. Egész évben tilos a járatainak megtekintése a denevérek védelme miatt, kivétel ez alól, ha a látogatás kutatási célból történik. A bejárásához a Bükki Nemzeti Park Igazgatóság engedélye kell és technikai eszközök alkalmazása szükséges.
1976-ban volt először Nagykőmázsa-oldali-zsombolynak nevezve a barlang az irodalmában. Megtalálható a barlang az irodalmában Dano-lyuk (Lénárt 1979), Danó-lyuk (Kovács 2003) – ezt a nevet Danó László nevéről kapta –, Nagy-Kőmázsa Cave (Kordos 1977), nagykőmázsai Danó-lyuk (Kordos 1984), Nagykőmázsai-hasadékbarlang (Kordos 1977), Nagykőmázsai-zsomboly (Jakucs, Kessler 1962), Nagy-kőmázsai-zsomboly (Bertalan, Schőnviszky 1973–1974), Nagy-Kőmázsai-zsomboly (Dely 1970), Nagykőmázsai zsomboly (Kadić 1932), Nagykőmázsaoldali zsomboly (Bertalan 1976), Nagykőmázsavölgyi-barlang (Lénárt 1977), Nagykőmázsavölgyi barlang (Bertalan 1976) és Nagykőmázsavölgyi-zsomboly (Lénárt 1977) neveken is. Nagykőmázsai zsomboly és Nagykőmázsavölgyi barlang néven a Nagykőmázsa-völgyi-víznyelőbarlang is ismertetve lett.

## Kutatástörténet
1931 nyarán Sebős Károly egy munkás segítségével vizsgálta meg az üreget. Erről a kutatásról először Kadić Ottokár 1932-ben megjelent tanulmánya számolt be. Kadić Ottokár 1931. évi kutatásait összefoglaló kéziratában bővebb a barlang leírása. A kéziratban 10 m mély bejárati kürtőről, a járatok alján található guanó halmokról és klimatológiai mérésekről lehet olvasni. Ez a leírás az alapja a Turisták Lapja 1937. évfolyamában megjelent, Schőnviszky László által írt publikációnak. Az ismertetés szerint bejárati kürtője széles és nyolc méter mély, amelynek alján egy alacsony terem van. A terem tetején sok vékony függőcseppkő, a terem alján vastag állócseppkövek találhatók. 1954 nyarán a miskolci barlangkutatóknak sikerült 15 méterrel megnövelni mélységét és ezzel mélysége több mint 30 méter lett. 1955 körül az MHT Borsodi Csoportjának Karsztvízkutató Szakosztálya mérte fel a barlangot, majd a felmérés felhasználásával elkészült a barlang alaprajz térképe, valamint a láthatóvá széthúzott alaprajz térképe.
1965-ös szakdolgozatában Czenthe Huba azt írta, hogy a Nagykőmázsa-völgyi-víznyelőbarlanggal együtt valószínűleg a miskolctapolcai barlangrendszerhez tartozik és egy térképen jelölte meg helyüket. Az 1976-ban befejezett, Magyarország barlangleltára című kéziratban az olvasható, hogy a Bükk hegységben lévő, miskolci Nagykőmázsai-zsomboly további nevei Nagykőmázsaoldali zsomboly és Nagykőmázsavölgyi barlang. A Kékmező és a nagykőmázsai új kőbánya közötti enyhén lejtő karsztos oldalban van a tág bejárata. A 30 m mély zsombolyban van egy alacsony terem. A kézirat barlangra vonatkozó része 1 irodalmi mű alapján lett írva.
Az 1976-ban megjelent, Bertalan Károly és Schőnviszky László által összeállított Magyar barlangtani bibliográfia barlangnévmutatójában szerepel a Bükk hegységben, Miskolctapolcán lévő barlang Nagy-kőmázsai-zsomboly néven. A barlangnévmutatóban fel van sorolva 3 irodalmi mű, amelyek foglalkoznak a barlanggal. 1976-ban vált országos jelentőségű barlanggá az 5300-as (Bükk) barlangkataszteri területen lévő, miskolci Nagykőmázsa-oldali-zsomboly. Az 1976-ban összeállított, országos jelentőségű barlangok listájában lévő barlangnevek pontosítása után, 1977. május 30-án összeállított, országos jelentőségű barlangok listáján rajta van a Bükk hegységben, Miskolcon található barlang Nagykőmázsa-oldali-zsomboly néven.
Az 1977. évi Karszt és Barlang angol nyelvű különszámában megjelent, The longest and deepest caves of Hungary (December 31, 1975) című közleményből megtudható, hogy a Bükk hegységben fekvő, 51 m mély Nagy-Kőmázsa Cave 1975. december 31-én Magyarország 40. legmélyebb barlangja. A 41. legmélyebb barlang (Pócsakői-víznyelő) szintén 51 m mély. Az 1977. december 31-i állapot szerint (MKBT Meghívó 1978. május) a Bükk hegységben lévő és 51 m mély Nagykőmázsai-hasadékbarlang az ország 45. legmélyebb barlangja. Az 1977. évi Karszt és Barlangban megjelent összeállítás alapján, 1977. december 31-én Magyarország 49. legmélyebb barlangja a Bükk hegységben elhelyezkedő, 1977. december 31-én, 1976-ban és 1975-ben 51 m mély Nagykőmázsai-hasadékbarlang. Az 50. legmélyebb barlang (Pócsakői-víznyelő) szintén 51 m mély. Ez az összeállítás naprakészebb az 1978. májusi MKBT Meghívóban publikált listánál. Az 1977-ben kiadott, Bükk útikalauz című kiadványban az van írva, hogy a barlang 30 m-nél mélyebb.
Az 1979-ben megjelent, Barlangok a Bükkben című kiadvány a Nagykőmázsa-oldali-zsombolyt és a Dano-lyukat két külön barlangként ismerteti. A könyvben szó van arról, hogy a Nagykőmázsa-oldali-zsombolynak a piros kereszt jelzésű turistaút közvetlen közelében van a bejárata. A barlang tág kürtője után kis terembe lehet jutni, és onnan megint egy kis kürtőbe, amely el van tömődve. A nagykőmázsai Dano-lyuk a P és a PZ utak találkozásánál helyezkedik el. A barlang zsombolya 10 m-ig ismert. A könyvhöz mellékelt, a Bükk hegység barlangokban leggazdagabb területét bemutató térképen látható a 83-as számmal jelölt Nagykőmázsa-oldali-zsomboly és a 86-os számmal jelölt Dano-lyuk földrajzi elhelyezkedése.
Az 1980. évi Karszt és Barlang 1. félévi számában publikálva lett, hogy a kiemelt jelentőségű Nagykőmázsa-oldali-zsomboly az 5300-as barlangkataszteri területen (Bükk hegység) helyezkedik el. A barlangnak 5392/2. a barlangkataszteri száma. Az MKBT Dokumentációs Bizottsága a helyszínen el fogja helyezni, a többi kiemelt jelentőségű barlanghoz hasonlóan, a barlang fémlapba ütött barlangkataszteri számát. A barlangkataszteri szám beütéséhez alapul szolgáló fémlap ugyanolyan lesz mint a többi kiemelt jelentőségű barlang fémlapja. 1982. július 1-től az Országos Környezet- és Természetvédelmi Hivatal elnökének 1/1982. (III. 15.) OKTH számú rendelkezése (1. §. és 3. §., illetve 5. sz. melléklet) értelmében a Bükk hegységben lévő Nagykőmázsa-oldali-zsomboly fokozottan védett barlang. Az 1982. szeptember–októberi MKBT Műsorfüzetben meg van említve, hogy a Bükk hegységben található Nagykőmázsa-oldali-zsomboly fokozottan védett barlang. A felsorolásban a barlangnevek az MKBT által jóváhagyott és használt helyesírás szerint, javított formában lettek közölve.
Az 1984-ben kiadott, Magyarország barlangjai című könyv országos barlanglistájában szerepel a Bükk hegységben lévő barlang, de két különálló barlangként. Az egyik barlangnak nagykőmázsai Danó-lyuk a neve. A másik barlangnak Nagykőmázsai-zsomboly a neve, valamint Nagykőmázsavölgyi barlang és Nagykőmázsaoldali zsomboly a névváltozatai. A listához kapcsolódóan látható az Aggteleki-karszt és a Bükk hegység barlangjainak földrajzi elhelyezkedését bemutató 1:500 000-es méretarányú térképen a két barlang földrajzi elhelyezkedése.
Az 1987. december 31-i állapot alapján nincs Magyarország legnagyobb függőleges kiterjedésű barlangjai között a Nagykőmázsa-oldali-zsomboly (Nagykőmázsai-hasadékbarlang), mert kőfejtés során megsemmisült. Az összeállítás szerint az 1977. évi Karszt és Barlangban közölt mélységi listában a barlang kb. 51 m mély. 1988. október 1-től a környezetvédelmi és vízgazdálkodási miniszter 7/1988. (X. 1.) KVM rendeletének (6. §. 1. pont) értelmében a Bükk hegységben lévő Nagykőmázsa-oldali-zsomboly fokozott védelme fel lett oldva. Rejtett bejárata és a hiányos leírások miatt, valamint a bánya egyik dolgozója által adott téves információ következtében szűnt meg fokozott védettsége. A dolgozó azt mondta, hogy tereprendezéskor dózerrel betemették. A bejáratát később Vadász István, a Marcel Loubens Barlangkutató Egyesület tagja megtalálta. Az 1988. évi Karszt és Barlangban közölve lett, hogy 1988. október 1-től megszűnt a Bükk hegységben elhelyezkedő Nagykőmázsa-oldali-zsomboly fokozott védelme.
1995. október 31-én Vadász István megállapította, hogy a Danó-lyuk és a Nagykőmázsa-oldali-zsomboly ugyanaz a barlang, majd 1997 márciusában felmérte társaival a bejárati aknát a teremig, de nem ők fejezték be a felmérést. 2000-ben a Marcel Loubens Barlangkutató Egyesület tagjai folytatták Vadász Istvánék felmérését, készítették el földtani, barlangtani leírását, barlangtérkép-dokumentációját és fénykép-dokumentációját a Bükki Nemzeti Park Igazgatóságának a 2000 márciusában adott megbízásából. A zsomboly felmért hossza 76,4 m, becsült hossza 90 m, felmért mélysége 31,1 m és becsült mélysége 32 m volt. A felmérés és Veres Imre helyszínrajzainak felhasználásával Kovács Zsolt rajzolta meg a barlang alaprajz térképét és keresztmetszet térképeit. Ekkor Kovács Zsolt megszerkesztette a barlang vetületi oldalnézet térképét.
2001. május 17-től a környezetvédelmi miniszter 13/2001. (V. 9.) KöM rendeletének értelmében a Bükk hegység területén lévő Nagykőmázsa-oldali-zsomboly fokozottan védett barlang. Egyidejűleg a fokozottan védett barlangok körének megállapításáról szóló 1/1982. (III. 15.) OKTH rendelkezés hatályát veszti. Fokozottan védett barlang élővilága miatt lett és azért, mert 1988-ban tévedés miatt került le a fokozottan védett barlangok listájáról. 2002-ben a bejárati akna alján törmelékfogó ácsolat készült. A 2003-ban megjelent, Magyarország fokozottan védett barlangjai című könyv szerint a barlang 90 m hosszú, 32 m függőleges kiterjedésű és 23 m vízszintes kiterjedésű.
2005. szeptember 1-től a környezetvédelmi és vízügyi miniszter 22/2005. (VIII. 31.) KvVM rendelete szerint a Bükki Nemzeti Park Igazgatóság működési területén, a Bükk hegységben található Nagykőmázsa-oldali-zsomboly a felügyelőség engedélyével látogatható. 2005. szeptember 1-től a környezetvédelmi és vízügyi miniszter 23/2005. (VIII. 31.) KvVM rendelete szerint a Bükk hegységben lévő Nagykőmázsa-oldali-zsomboly fokozottan védett barlang. 2007. március 8-tól a környezetvédelmi és vízügyi miniszter 3/2007. (I. 22.) KvVM rendelete szerint a Bükki Nemzeti Park Igazgatóság működési területén lévő Bükk hegységben elhelyezkedő Nagykőmázsa-oldali-zsomboly az igazgatóság engedélyével tekinthető meg.
2013. július 19-től a vidékfejlesztési miniszter 58/2013. (VII. 11.) VM rendelete szerint a Nagykőmázsa-oldali-zsomboly (Bükk hegység, Bükki Nemzeti Park Igazgatóság működési területe) az igazgatóság hozzájárulásával látogatható. 2015. november 3-tól a földművelésügyi miniszter 66/2015. (X. 26.) FM rendelete szerint a Nagykőmázsa-oldali-zsomboly (Bükk hegység) fokozottan védett barlang. 2021. május 10-től az agrárminiszter 17/2021. (IV. 9.) AM rendelete szerint a Nagykőmázsa-oldali-zsomboly (Bükk hegység, Bükki Nemzeti Park Igazgatóság működési területe) az igazgatóság engedélyével látogatható. A 13/1998. (V. 6.) KTM rendelet egyidejűleg hatályát veszti.